# مايك بارلو
مايك بارلو (بالإنجليزية: Mike Barlow)‏ هو لاعب كرة قاعدة أمريكي، ولد في 30 أبريل 1948 في Stamford, New York ‏ في الولايات المتحدة.

## وصلات خارجية
- مايك بارلو على موقعبيزبول رفرنس.كوم (الدوري الرئيسي) (الإنجليزية)
- مايك بارلو على موقعبيزبول رفرنس.كوم (الدوري الثانوي) (الإنجليزية)
- مايك بارلو على موقع مشجعي الرسوم البيانية (الإنجليزية)